# 1019 Штракея
1019 Штракея (1019 Strackea) — астероїд головного поясу, відкритий 3 березня 1924 року.
Тіссеранів параметр щодо Юпітера — 3,800.